# Hinzuanius insulanus
Hinzuanius insulanus – gatunek kosarza z podrzędu Laniatores i rodziny Biantidae.

## Występowanie
Gatunek występuje na Komorach.